# Scepastopyga semiflava
Scepastopyga semiflava är en tvåvingeart som beskrevs av Patrick Grootaert och Henk J.G. Meuffels 1997. Scepastopyga semiflava ingår i släktet Scepastopyga och familjen styltflugor. Inga underarter finns listade i Catalogue of Life.